# Реино
Реи́но (итал. Reino) — коммуна в Италии, располагается в регионе Кампания, в провинции Беневенто.
Население составляет 1360 человек (2008 г.), плотность населения составляет 59 чел./км². Занимает площадь 23 км². Почтовый индекс — 82020. Телефонный код — 0824.
Покровителем населённого пункта считается святой Sant’Antonio di Padova.

## Демография
Динамика населения:

## Администрация коммуны
- Официальный сайт: http://www.comune.reino.bn.it